# Between Always and Never
Between Always and Never från 2013 är ett musikalbum med Anders Jormin, Lena Willemark och Jönköpings Sinfonietta.

## Låtlista
Alla text och musik är skriven av Anders Jormin.
1. Aviaja – 6:30
2. Haiku – 5:52
3. Kärleksvisa – 2:07
4. Vägen är öde – 8:19
5. Sol och måne – 4:39
6. Dans ur Stenars tystnad – 3:47
7. Mellan alltid och aldrig – 4:21
8. Shakespeare Cogitatio – 5:42
9. Kärleksvisa – Triptyk – 4:45
10. Dans till solars lek – 5:22
11. Eviga tanke – 8:03
12. Hemingway Cogitatio – 3:17
13. M. – 6:55

## Medverkande
- Anders Jormin – bas
- Lena Willemark – sång
- Jönköpings Sinfonietta
- Jönköpings kammarkör
- Fredrik Burstedt – dirigent